# 王書麒
王書麒（1966年2月25日—），香港男藝人，前香港電台節目主持，曾主持廣播節目「甜心家族」。

## 背景
王書麒祖籍上海，早年在九龍觀塘道啟德大廈居住，有一弟一妹，畢業於聖若瑟英文小學及聖若瑟英文中學，在陳樹渠紀念中學完成中學階段課程。求學階段是一名童軍。十歲時，即1976年正式以童星出道，被電視監製賞識而先後演出無綫電視的《小太陽》、《歡樂今宵》（短劇）等節目，更參與香港電台電視部的兒童劇《小時候》，擔任「何家其」一角，成為一時家喻戶曉的童星。此前在1975年，王到舅父的花園遊玩期間被前來取景拍攝的副導演單慧珠相中，因此開始參演首部幕前作品《少年十五二十時》。除了在無綫演出外，他也有參演麗的電視劇集。當時是中學生的他在《小時候》播映完畢後，獲麗的電視招手接拍一部分劇集。但由於踏入青春期，身體出現更多毛髮, 麗的電視未能安排合適的戲種予王參演，所以於1983年主動向王提出解約要求。
王書麒於1984年中五畢業後即加盟無綫電視，正式加入演藝圈。由於他剛考畢中學會考，因此即時被時任監製邱家雄安排於青春學生劇《為人師表》擔任第一男主角，以過來人身份飾演一名應屆會考生 ，惟此後發展並不如意，多獲派出演一些二三線角色，如學生及主角的兒子/弟弟等，未能盡展才華，於1994年約滿後離開無綫。
王書麒成為自由身後，先以部頭合約藝人身份為亞洲電視拍攝節目，後在許秋怡鼓勵下演出多部三級片。同年開始到中國大陸廣東省作登台演出。及後於1990年代末應幕後製作人員邀請到馬來西亞拍攝電視劇。2001年，他因進食期間不慎咬傷口腔内部，以致翌日起床時右邊面部肌肉歪向上，出現類似中風徵狀而需要求醫。最終確診患有面癱。由2000年代起，王書麒退出演員生涯，他最後一部參演的電視劇為2004年無綫電視的《血薦軒轅》。同期與胞弟在美國合資經營餐廳。現時，王書麒主力在中國內地接拍影視作品，亦會夥拍妻子作商業演出。

## 個人生活
王書麒於2003年結婚。妻子是歌星許秋怡，兩人婚前育有一名兒子。

## 演出作品
*以下列表只記錄王書麒演出過的影視作品，若有遺漏，請協助補充相關資料。

### 電視劇（無綫電視）
| 首播   | 名稱           | 角色     | 備註                 |
| 1976年 | 少年十五二十時 | 殘疾兒童 |                      |
| 1976年 | 無花果         | 學生     |                      |
| 1976年 | 小太陽         |          |                      |
| 1977年 | 民間傳奇       | 劉金萱   | 單元《毒親夫》       |
| 1984年 | 為人師表       | 葉舜榮   |                      |
| 1984年 | 生鏽橋王       | 中五學生 |                      |
| 1985年 | 六指琴魔       | 鬼奴     |                      |
| 1985年 | 中四丁班       | 杜建邦   |                      |
| 1985年 | 都市風情       | Sam      | 台慶單元劇《偶然》   |
| 1985年 | 開心女鬼       | 譚沛倫   |                      |
| 1985年 | 楚河漢界       | 秦三世   |                      |
| 1986年 | 高材生         | 林漢傑   |                      |
| 1986年 | 流氓大亨       | 方學仁   |                      |
| 1986年 | 倚天屠龍記     | 張君寶   |                      |
| 1987年 | 獵鯊行動       | 馬若池   |                      |
| 1987年 | 英雄故事       | 石偉基   |                      |
| 1987年 | 大城小子       | 王家明   |                      |
| 1987年 | 天龍神劍       | 上官少白 |                      |
| 1987年 | 木偶           | 傑       | 週末創作室系列       |
| 1988年 | 不再少年時     | 鄭龍     |                      |
| 1988年 | 新紮師兄1988   | 譚子華   |                      |
| 1988年 | 小小大丈夫     | 吳永發   |                      |
| 1988年 | 衰鬼迫人       | 李澤南   |                      |
| 1988年 | 黑白之間       | 阿沖     | 七情十三篇系列       |
| 1989年 | 家山有福       | 柳世文   |                      |
| 1989年 | 香港雲起時     | 鄧志成   |                      |
| 1990年 | 天上凡間       | 官長生   |                      |
| 1990年 | 亞二一族       | 張家樂   |                      |
| 1991年 | 闔府搶錢       | 高么九   |                      |
| 1991年 | 皇家鐵馬       | Joe      | 單元《鐵騎豪情》     |
| 1992年 | 兄兄我我       | 舒華     |                      |
| 1992年 | 夢斷銀城       | 康占士   |                      |
| 1993年 | 壹號皇庭II     | 陳展明   | 單元六《狎玩》       |
| 1993年 | 居者冇其屋     | 戴天佑   |                      |
| 1993年 | 怒火羔羊       | 張偉     |                      |
| 1993年 | 精靈酒店       | 男精靈   |                      |
| 1994年 | 成日受傷的男人 | 李志輝   |                      |
| 1994年 | 清宮氣數錄     | 洪正     |                      |
| 1994年 | 烈火狂奔       | 方文杰   |                      |
| 1994年 | 驚心都市       | 石偉南   | 第5集《狙擊危情》    |
| 1994年 | 廉政行動1994   | 王偉     | 單元二《俄羅斯輪盤》 |
| 2004年 | 血薦軒轅       | 芻狗     |                      |

### 電視劇（麗的電視/亞洲電視）
| 首播   | 名稱         | 角色             | 備註 |
| 1977年 | 三兄弟       | 福仔             |      |
| 1978年 | 浣花洗劍錄   | 方寶兒（童年）   |      |
| 1979年 | 天蠶變       | 劍童陳滿         |      |
| 1979年 | 天龍訣       |                  |      |
| 1980年 | 湖海爭霸錄   | 明神宗           |      |
| 1980年 | 大內群英     | 弘曆             |      |
| 1980年 | 大內群英續集 | 弘曆（少年）     |      |
| 1980年 | 四口之家     | Sunny            |      |
| 1981年 | 出線         | 梅國基           |      |
| 1981年 | 我要高飛     | 陳英偉           |      |
| 1981年 | 大控訴       | 司徒伯雄（童年） |      |
| 1982年 | 家春秋       | 周枚             |      |
| 1995年 | 殭屍道長     | 鍾邦             |      |
| 1995年 | 法外英雄     | 陳邦言           |      |
| 2001年 | 騷東坡       | 秦少游           |      |

### 電視劇（其他）
香港電台
- 1977年至1978年：小時候
- 1999年：小時候1999

馬來西亞HVD
- 凶光乍洩
- 人上人
- 留住驕陽
- 愛沒有明天
- 浮世繪

### 電影
- 1983年：我對青春無悔 飾 查志偉
- 1984年：北南西東
- 1984年：第8站 飾 莫家寶
- 1985年：为你钟情 飾 海膽
- 1987年：富貴逼人 飾 TV仔
- 1988年：富貴再逼人 飾 TV仔
- 1989年：專釣大鱷 飾 林月亭之幼子，林天富之弟
- 1990年：豬標一族 飾 楚留香
- 1994年：滿清禁宮奇案 飾 徵貝勒
- 1994年：流氓社工 飾 林百樂
- 1995年：朋友妻	飾 程建岳
- 1995年：殺戮少年 飾 阿傑
- 1995年：廟街故事 飾 KY
- 1996年：六魔女 飾 張健
- 1996年：藝壇照妖鏡之96應召名冊
- 1997年：偷情男女 飾 周華其
- 1997年：蜜桃成熟時1997 飾 Danny
- 1997年：西廂艷談 飾 張珙
- 1998年：行運一條龍 飾 Candy 中學男友
- 1999年：蜜桃成熟時3蜜桃仙子 飾 海膽
- 1999年：黑馬王子 飾 Albert
- 1999年：千禧金瓶梅之淫聲浪語蕩梁山
- 1999年：千禧金瓶梅之淫奴李瓶兒
- 1999年：千禧金瓶梅之風騷孽后趙春梅
- 1999年：千禧金瓶梅之片片淫花開
- 1999年：千禧金瓶梅之情逗李師師
- 1999年：千禧金瓶梅之迷姦武二郎
- 1999年：千禧金瓶梅之西門慶慾火焚身
- 1999年：千禧金瓶梅之我為嫂狂
- 1999年：千禧金瓶梅之性娃伍月娘
- 1999年：千禧金瓶梅之天地淫絕豔雙娃
- 1999年：玉蒲團之淫行天下 飾 大廚
- 1999年：玉蒲團之淫行無道 飾 大廚
- 1999年：屍家路	飾 偉
- 1999年：一槍打爆你個頭
- 2000年：香港處男 飾 夏木Sir
- 2000年：梁祝艳谭
- 2000年：一代名妓
- 2000年：還枝格格
- 2001年：發電俏嬌娃 飾 Leo
- 2002年：偷情寶鑑之江南第一名妓 飾 唐伯虎
- 2002年：偷情寶鑑之荒淫無度 飾 唐伯虎
- 2002年：偷情寶鑑之閨房秘技 飾 唐伯虎
- 2003年：九龍的天空之魔鬼屠夫 飾 唐永強
- 2013年：重口味 飾 炮仗哥
- 2016年：奪寶奇緣 飾 劉坤一（網絡電影）

### 電視電影
- 1989年：難民營風暴 飾 安仔（無綫電視）
- 1991年：英雄淚 飾 麒（無綫電視）
- 1991年：暴風姐妹情 飾 李國新（無綫電視）
- 1994年：驚濤歲月（無綫電視）
- 1994年：驚情廿四小時（無綫電視）
- 1995年：江湖夢 飾 狄震華（無綫電視）

### 參與節目
- 1975年、1990年：歡樂今宵（演出、無綫電視）
- 1992年：都市閒情（無綫電視）
- 2014年：小時候經典回味（香港電台電視部）

### 節目主持

#### 麗的電視
- 1977年：荔園小天地
- 1978年：醒目仔時間

#### 香港電台電視部
- 1984年：青春道上 (與黎芷珊合作)

#### 無綫電視
- 1992年：寰宇風情（開曼群島特輯）
- 1994年：寰宇風情（塞舌爾特輯）

#### 香港電台第二台
- 2008年至2013年：甜心家族

## 節目嘉賓
- 1993年：星晨寰宇奇觀大挑戰（無綫電視）
- 2006年：名曲滿天星（第17集、無綫電視）
- 2007年：電視風雲50年（「童星」環節、亞洲電視）
- 2007年：港台我有份（香港電台）
- 2008年：樂壇風雲50年（第1及6集、亞洲電視）
- 2008年：香港故事 (VII) （第7集、香港電台）
- 2011年：心有靈犀（第8集、無綫電視）
- 2011年：Eva會客室（第10集、亞洲電視）
- 2012年：亞視百人（第47集、亞洲電視）
- 2012年：登登登對（第20集、無綫電視）
- 2014年：吾淑吾食（第18集、無綫電視）
- 2016年：萬里尋爸（第5集、無綫電視）
- 2016年：星級會客室（有線電視）
- 2016年：2016 娛圈點算（有線綜合娛樂台）
- 2018年：晚吹 -總有一瓣喺左近（ViuTV）
- 2018年：百萬富翁（亞洲電視數碼媒體）

### 歌曲
- 1993年：《潮騷》- 與郭藹明合唱，收錄在EMI《反斗最多星》雜錦碟內
- 2001年：《瀟灑看人生》- 亞洲電視劇集《騷東坡》主題曲，與田蕊妮合唱
- 2001年：《結果》- 亞洲電視劇集《騷東坡》插曲

## 個人創作
- 2003年：《王書麒小時侯血淚史》[21]（力出版）